# チャールズ・フライシャー
チャールズ・フライシャー（Charles Fleischer,  1950年8月27日 - ）は、アメリカ合衆国のコメディアン、俳優、声優である。

## 来歴
1950年、ワシントンD.C.に生まれる。サウサンプトン大学で学んだあと、シカゴにあるグッドマン・シアターで演劇を学んだ。幼い頃からエンターテイメント業界に興味があり、スタンダップ・コメディアンとしてキャリアをスタートさせた。その後、1974年にテレビドラマシリーズ『ポリス・ストーリー』へ出演して、俳優としてのキャリアをスタート。その後もテレビや映画などへ出演して経験を積み、1980年代初頭は『エルム街の悪夢』や『デッドリー・フレンド』などのホラー映画へも出演している。
1988年にロバート・ゼメキス監督でスティーヴン・スピルバーグが製作総指揮を務めた『ロジャー・ラビット』でタイトルロールでもあるアニメーションのウサギ、ロジャー・ラビットの声を演じたことから一気にその名が知られるようになった。同作品は実写とアニメーションを合成させた作品になっており、フライシャー自身もボブ・ホスキンス演じる実写側の主人公のやり取りで物語を盛り上げている。その後製作されたスピンオフの短編アニメーションにおいても、同役で声の出演を果たした。近年でもアニメや映画、テレビドラマに精力的に出演を続けており、デヴィッド・フィンチャー監督のサスペンス映画『ゾディアック』ジョニー・デップが声優を務めた『ランゴ』などへも声の出演をしている。

## 出演作品

### 映画
- The Death of Richie (1977) ※テレビ映画
- Crisis in Sun Valley (1978)
- Die Laughing (1980)
- 猟色/スキャンダルV Blue Jeans (1980) ※テレビ映画
- キラーハンド The Hand (1981)
- ラブ IN ニューヨーク Night Shift (1982)
- エルム街の悪夢 A Nightmare on Elm Street (1982)
- The House of God (1984)
- デッドリー・フレンド Deadly Friend (1986)
- 悪夢の惨劇 Bad Dreams (1988)
- ロジャー・ラビット Who Framed Roger Rabbit (1988) ※声の出演
- メディカル・レッスン/青春解剖学 Gross Anatomy (1989)
- バック・トゥ・ザ・フューチャー PART2 Back to the Future Part II (1989)
- ディック・トレイシー Dick Tracy (1990)
- Disney Sing-Along-Songs: Disneyland Fun (1990) ※ビデオ作品
- ストレート・トーク/こちらハートのラジオ局 Straight Talk (1992)
- Carry on Columbus (1992)
- マイ・ガール2 My Girl 2 (1994)
- デーモン・ナイト Tales from the Crypt: Demon Knight (1995)
- ザ・ベスト・オブ・ロジャー・ラビット The Best of Roger Rabbit (1996)
- グリッドロック Gridlock'd (1997)
- グランドコントロール 乱気流 Ground Control (1998)
- パーマネント ミッドナイト Permanent Midnight (1998)
- Rusty: A Dog's Tale (1998)
- Palmer's Pick Up (1999)
- ダブル・キャンパス/天才学者は13歳 Genius (1999) ※テレビ映画
- ザ・ブレイン Big Monster on Campus (2000)
- Bel Air (2000)
- G-Men from Hell (2000)
- The Backlot Murders (2002) ※ビデオ作品
- The 4th Tenor (2002)
- Pauly Shore Is Dead (2003)
- ビッグ・キス Big Kiss (2004)
- ゾディアック Zodiac (2007)
- アンチェインド Chain Letter (2009)
- 素敵な人生の終り方 Funny People (2009)
- ネガティブスペース Negative Space (2011)
- ダイノトピア Dystopia (2012) ※短編

### アニメ映画
- ミッキーマウス60周年記念 Mickey's 60th Birthday (1988)
- 恐竜大行進 We're Back! A Dinosaur's Story (1993)
- バルト 新たなる旅立ち Balto: Wolf Quest (2002) ※ビデオ作品
- バルト 大空に向かって Balto III: Wings of Change (2004) ※ビデオ作品
- ポーラー・エクスプレス The Polar Express (2004)
- ランゴ Rango (2011)

### テレビドラマ
- ポリス・ストーリー Police Story (1974)
- Barney Miller (1975)
- Welcome Back, Kotter (1976 - 1979)
- シュガー・タイム! Sugar Time! (1977, 1978)
- Chico and the Man (1978)
- ヒルストリート・ブルース Hill Street Blues (1981)
- アロハ・パラダイス Aloha Paradise (1981)
- 探偵ハート&ハート Hart to Hart (1981)
- ラバーン&シャーリー Laverne & Shirley (1982, 1983)
- ペーパー・チェイス The Paper Chase (1983)
- サイモン&サイモン Simon & Simon (1985)
- Mr. Belvedere (1985)
- Punky Brewster (1985)
- ナイト・コート Night Court (1985)
- ナイトライダー Knight Rider (1985)
- George Burns Comedy Week (1985)
- レストランは大騒ぎ It's a Living (1986)
- Tall Tales & Legends (1986)
- Hard Time on Planet Earth (1989)
- ディズニー・ランド Disneyland (1990)
- ビバリーヒルズ高校白書 Beverly Hills, 90210 (1991)
- ハリウッド・ナイトメア Tales from the Crypt (1992)
- ベイウォッチ・ナイト Baywatch Nights (1996)
- ときめきサイエンス Weird Science (1996)
- ボーン・チラーズ Bone Chillers (1996)
- 新スーパーマン Lois & Clark: The New Adventures of Superman (1996)
- Black Scorpion (2001)
- ワンだー・エディ 100 Deeds for Eddie McDowd (2001, 2002)
- ドリュー・ケリー DE ショー! The Drew Carey Show (2001, 2003)
- For the People (2002)
- Comic Remix (2003)
- フレディ Freddie (2005)
- 女性殺人クラブ Women's Murder Club (2008)

### テレビアニメ
- メン・イン・ブラック・アニメーション・シリーズ Men in Black: The Series (1999)
- God, the Devil and Bob (2000)
- Buzz Lightyear of Star Command (2000)
- ハウス・オブ・マウス House of Mouse (2001, 2002)

### ビデオゲーム
- Walt Disney World Explorer (1996)
- Warriors of Might and Magic (2000)
- ポーラー・エクスプレス The Polar Express (2004)

## 参照
1. 1 2  “Charles Fleischer Biography”. 2014年8月16日閲覧。